# Membrana tectorial de la articulación atlanto-axial
La membrana tectoria de la articulación atlanto-axial (ligamentos occipitoaxiales) está situada dentro del canal vertebral.

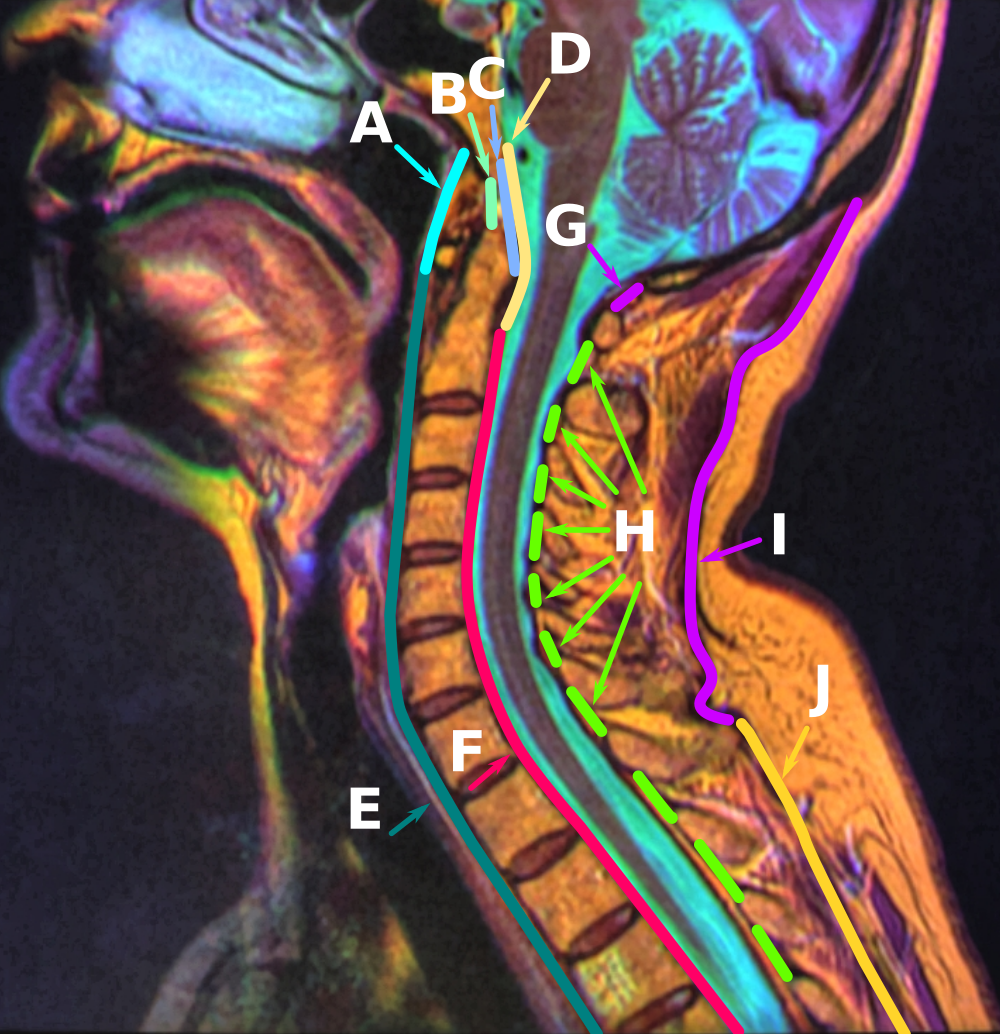
D: Membrana tectorial de la articulación atlanto-axial

Es una banda ancha y fuerte que cubre la apófisis odontoide del axis, y sus ligamentos, y parece ser una prolongación hacia arriba del ligamento longitudinal posterior de la columna vertebral.
Se fija, por debajo, a la superficie posterior del cuerpo del axis, y, expandiéndose al ascender, se une al surco basilar del hueso occipital, por delante del foramen magnum, donde se mezcla con la duramadre craneal.
Se fija, por debajo, a la superficie posterior del cuerpo del axis, y, expandiéndose al ascender, se une al surco basilar del hueso occipital, por delante del foramen magnum, donde se mezcla con la duramadre craneal.
Su superficie anterior está en relación con el ligamento transverso del atlas, y su superficie posterior con la duramadre.